# Total Overdose: A Gunslinger's Tale in Mexico
Total Overdose: A Gunslinger's Tale in Mexico, meglio noto come Total Overdose, è un videogioco di azione sviluppato da Deadline Games e pubblicato da Eidos Interactive per PlayStation 2, PC e Xbox.

## Trama
La storia è ambientata in Messico nell'immaginaria contea di Los Toros (che con molta probabilità si tratta di Ciudad Juárez). La storia comincia con l'assassinio di Ernesto Cruz, un agente messicano della DEA. Ufficialmente presentato come morte da overdose, in realtà Cruz viene assassinato da un suo collega corrotto, Johnson.
Il figlio di Ernesto, Tommy, indaga sulla morte del padre, ma a causa di un infortunio, è costretto a farsi sostituire dal fratello gemello, la "pecora nera" della famiglia: Ramiro, un delinquente appena uscito di galera.
Ramiro si infiltra così nella gang di Cesar Morales, un narcotrafficante messicano che sapeva i dettagli della morte di Ernesto.
La DEA, informata da Ramiro della spedizione di cento tonnellate di cocaina del boss, conduce una sfortunata incursione nel macello di Morales. Il giovane fugge grazie all'aiuto di Angel, una poliziotta messicana che si era anche lei infiltrata nell'organizzazione di Morales.
Ramiro riesce ad uccidere Cesar Morales, ma scopre che non era altro che un burattino comandato da Papa Muerte, un grandissimo narcotrafficante mai identificato.
Risale così ad uno dei fornitori di Morales, tal Elvez, un ricco commerciante di auto. Dopo aver assaltato la hacienda di Elvez, Ramiro lo interroga, poi lo affronta in combattimento e lo uccide.
L'ambientazione del gioco si sposta di nuovo: ora Ramiro è nella giungla, tra rovine Maya e soldati del generale Montañez, un collaboratore degli Stati Uniti d'America, anche lui corrotto da Papa Muerte. La missione di Ramiro è quella di trovare informazioni sulla talpa nella DEA (Johnson) e dei suoi piani.
Trovate le informazioni (e ucciso Montañez), Ramiro torna a Los Toros, dove si svolge l'ultimo atto della vicenda. Johnson si svela e neutralizza Tommy e il comandante della DEA Trust mandandoli in overdose, rapisce Angel e piazza una bomba nella DEA. A Ramiro tocca salvare Tommy e Trust, evitare l'esplosione della bomba e, infine, inseguire Johnson su un treno. Alla fine, Trust fa distruggere a due Harrier dei Marines un ponte, dal quale Johnson precipita, morendo. Ramiro e Angel, invece, si salvano e si innamorano.

## Modalità di gioco
Nel gioco non mancano una serie di sparatorie e sequenze d'azione spettacolari, basate sull'aspetto volutamente "esagerato" del gioco da ogni punto di vista, così da suscitare un effetto comico. Basta osservare i personaggi stereotipati dei gangster, gli insulti che Ramiro lancia ai nemici ("ti dà noia il matrimonio riparatore con tua sorella?" o "Il tuo culo oscura il sole", ecc.), ma soprattutto le mosse speciali, chiamate mosse loco, attuabili durante il gioco, come El Mariachi (chiaro omaggio al personaggio di Antonio Banderas nel film Desperado) con cui Ramiro spara con due mitragliatrici nascoste in custodie di chitarre o Piñata bum bum, cioè una pignatta esplosiva usata come granata.

## Seguito annullato
Nel 2006 Deadline Games iniziò lo sviluppo di un seguito, chiamato provvisoriamente Total Overdose 2: Tequila Gunrise, con l'intenzione di migliorare e potenziare il motore grafico del gioco per portarlo all'alta definizione delle console di settima generazione. Tuttavia con il fallimento dell'azienda nel 2009 il progetto, assieme agli altri all'epoca in sviluppo, venne abbandonato.